# Imidokomplexy kovů

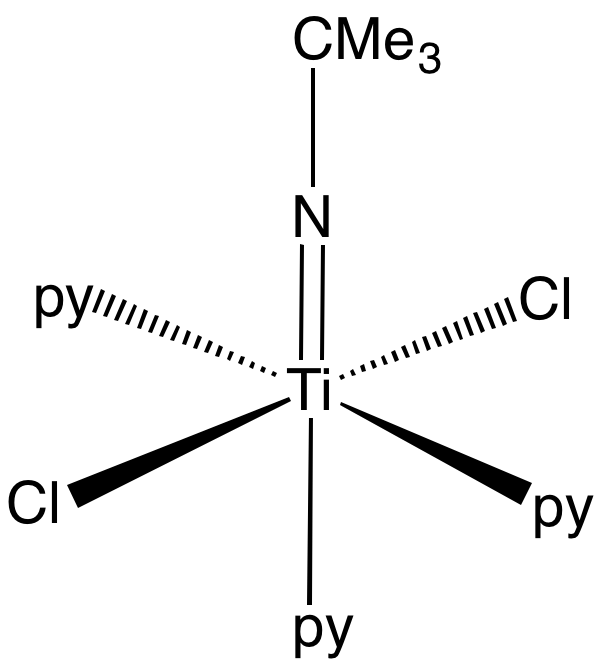
Strukturní vzorec vybraného imidokomplexu (py = pyridin, CMe_{3} = terc-butyl)

Imidokomplexy kovů jsou komplexní sloučeniny obsahující imidové ligandy. Ligandy zde mohou být koncové i můstkové. Základní imidoligand má vzorec =NH, ale většinou je atom vodíku nahrazen alkylovou nebo arylovou skupinou. Imidoligandy se zpravidla zobrazují jako dianionty, podobně jako ligandy oxidové.

## Rozdělení podle struktury

Jádro komplexu W(NAr)_{2}(N(H)Ar)_{2} (Ar = C_{6}H_{3}-2,6-iPr_{2})

### Komplexy s koncovými imidoligandy
U některých koncových imidokomplexů má úhel M=N−C velikost 180°, často je ale menší.
Komplexy typu M=NH mohou být meziprodukty fixací dusíku využívajících syntetické katalyzátory.

Příklad Schrockova katalyzátoru metateze alkenů, obsahující imidy jako přihlížející ligandy

### Komplexy s můstkovými imidoligandy
Imidové ligandy mohou vytvářet dvojité, méně často i trojité můstky.

## Příprava

### Z oxokomplexů

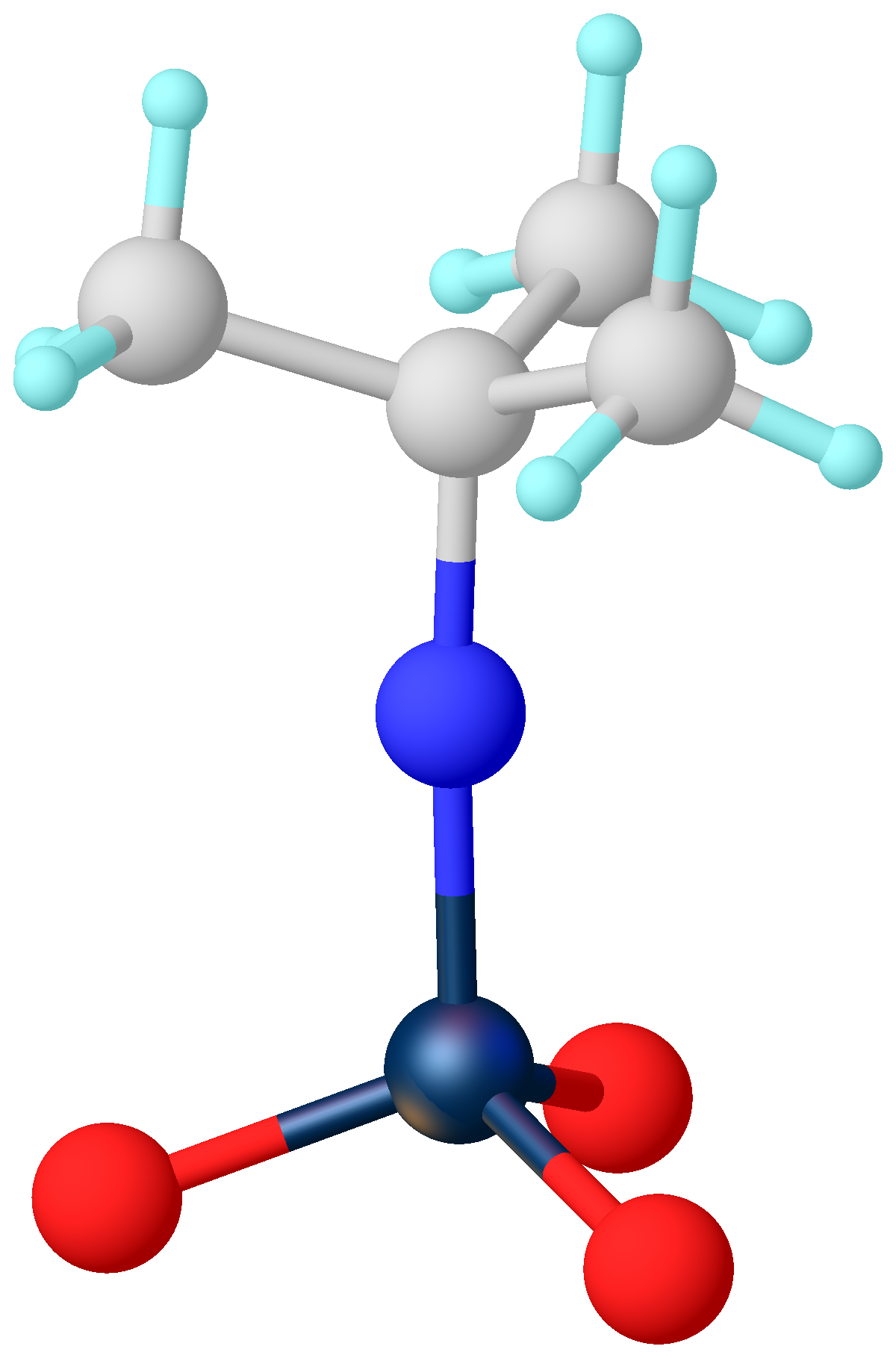
Struktura OsO_{3}(N-t-Bu) (vícenásobnost vazeb není zdůrazněna). Příklady vzdáleností: Os-N, 168,9 pm; Os-O, 167,8 pm.

Imidokomplexy se často připravují z oxokomplexů kondenzacemi aminů s oxidy a halogenidy kovů:
LnMO + H2NR → LnMNR + H2O
Tímto způsobem je možné například přeměnit dichlorid-oxid molybdenový (MoO2Cl2) na příslušnou diimidosloučeninu, MoCl2(NAr)2(dimethoxyethan), která může být prekurzorem Schrockova karbenu typu Mo(OR)2(NAr)(CH-t-Bu).
LnMCl2 + 3 H2NR → LnMNR + 2 RNH3Cl
Arylizokyanáty reagují s oxidy kovů za současné dekarboxylace:
LnMO + O=C=NR → LnMNR + CO2

### Ostatné postupy
Některé imidokomplexy vznikají reakcemi kovů v nízkých oxidačních číslech s organoazidy:
LnM + N3R → LnMNR + N2
Několik imidokomplexů bylo vytvořeno alkylacemi nitridokomplexů:
LnMN− + RX → LnMNR + X−

## Využití
Imidokomplexy jsou především oblastí akademického zájmu, předpokládá se však, že se vyskytují i jako meziprodukty katalytických amoxidací, v Sharplessových oxyaminacích a fixacích dusíku.